# Emmanuelle Seigner

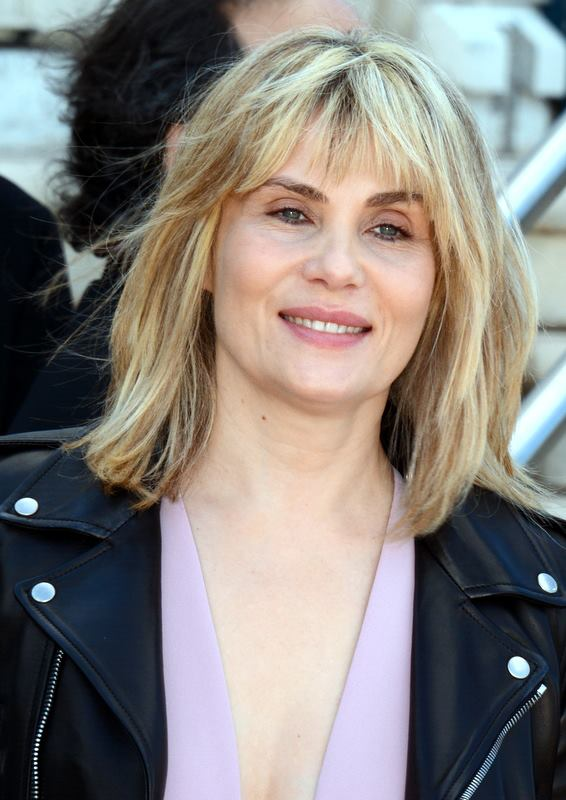
Emmanuelle Seigner, 2013

Emmanuelle Seigner (* 22. Juni 1966 in Paris) ist eine französische Schauspielerin und Sängerin.

## Biografie
Seigner entstammt einer Schauspieler-Dynastie. Ihr Großvater war der in Frankreich hoch angesehene Louis Seigner (1903–1991), Doyen der Comédie-Française. Ihr Vater war Fotograf, ihre Mutter Journalistin. Ihre Schwestern sind die Schauspielerin Mathilde Seigner und die Sängerin Marie-Amélie Seigner. Mit vierzehn Jahren begann sie als Mannequin zu arbeiten, bis sie mit Frantic ihren Durchbruch als Schauspielerin schaffte. Ein weiterer Erfolg war Bitter Moon aus dem Jahr 1992, in dem sie neben Peter Coyote und Kristin Scott Thomas auftrat. In dem Film Die neun Pforten aus dem Jahr 1999 spielte sie zusammen mit Johnny Depp. Im selben Jahr feierte sie ihr Bühnendebüt an der Seite von Niels Arestrup am Théâtre Montparnasse in Paris in dem Stück Fernando Krapp hat mir diesen Brief geschrieben, Regie Bernard Murat. 2005 verkörperte sie in Backstage eine Sängerin, wobei sie alle Lieder selber sang. Die Filmfigur erinnert stark an die französische Künstlerin Mylène Farmer.
2023 spielte sie am Théâtre de la Madeleine die Rolle der Marilyn Monroe in dem Stück Bungalow 21 von Eric-Emmanuel Schmitt in einer Inszenierung von Jérémie Lippmann. Die Rolle der Simone Signoret in dem Stück spielte ihre Schwester Mathilde Seigner.
2007 veröffentlichte Seigner eine LP mit dem Bandprojekt Ultra Orange & Emmanuelle. Zudem war sie 2008 als Gastsängerin auf dem zweiten Soloalbum Wilderness von Brett Anderson bei dem Titel Back To You zu hören, der in England auch als Single erschienen ist. 2009 nahm sie mit Bela B. von der deutschen Band Die Ärzte den Song Liebe und Benzin für dessen Soloalbum Code B auf. 2010 erschien ihr Soloalbum Dingue (u. a. mit Iggy Pop und Roman Polański). 2011 sang sie mit Brigitte Fontaine Dressing für deren Album L’un n’empêche pas l’autre.
2018 wurde sie in die Academy of Motion Picture Arts and Sciences berufen, die jährlich die Oscars vergibt.
Seigner ist seit 1989 mit dem 33 Jahre älteren Roman Polański verheiratet. Das Paar hat zwei Kinder: Morgane (* 1993) und Elvis (* 1998), die beide als Schauspieler tätig sind.

## Filmografie (Auswahl)

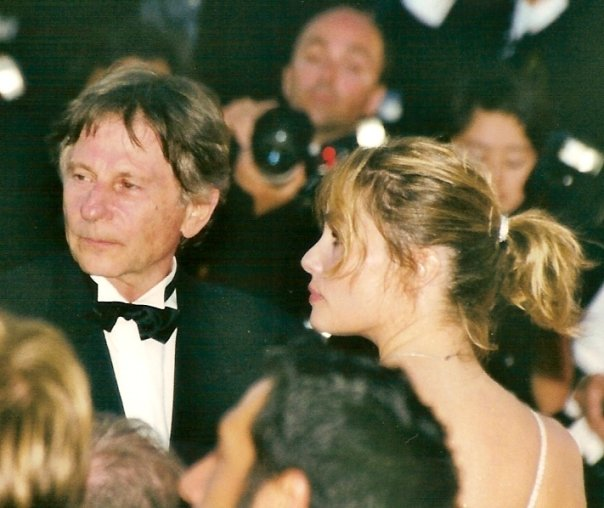
Seigner zusammen mit ihrem Ehemann Roman Polański bei den 45. Filmfestspielen von Cannes 1992

- 1985: Détective – Regie: Jean-Luc Godard
- 1986: Erpreßt – Das geheimnisvolle Foto (Cours privé)
- 1988: Frantic
- 1990: Kein Mann für die Liebe (Il male oscuro) – Regie: Mario Monicelli
- 1992: Bitter Moon
- 1994: Das Lächeln (Le sourire)
- 1997: Nirvana
- 1997: Die Jagd nach dem tanzenden Gott (La divine poursuite) – Regie: Michel Deville
- 1998: Speedrider (RPM) – Regie: Ian Sharp
- 1998: Place Vendôme
- 1999: Die neun Pforten (The Ninth Gate)
- 2001: Laguna – Regie: Dennis Berry
- 2003: Die Unsterblichen (Os Imortais)
- 2003: Body Snatch – Schatten der Vergangenheit (Corps à corps) – Regie: François Hanss
- 2004: Happy End mit Hindernissen (Ils se marièrent et eurent beaucoup d’enfants)
- 2005: Backstage
- 2006: Ein Song zum Verlieben (Four Last Songs)
- 2007: La vie en rose (La môme)
- 2007: Schmetterling und Taucherglocke (Le scaphandre et le papillon)
- 2009: Affären à la carte (Le code a changé)
- 2009: Giallo – Regie: Dario Argento
- 2010: Essential Killing
- 2012: In ihrem Haus (Dans la maison)
- 2012: Der letzte Frühling  (Quelques heures de printemps)
- 2013: Venus im Pelz (La Vénus à la fourrure)
- 2016: Jadotville – Regie: Richie Smyth
- 2016: Die Lebenden reparieren (Réparer les vivants) – Regie: Katell Quillévéré
- 2016: Le divan de Staline
- 2017: Nach einer wahren Geschichte (D'après une histoire vraie)
- 2018: Van Gogh – An der Schwelle zur Ewigkeit (At Eternity’s Gate)
- 2019: Intrige (J’accuse)
- 2023: Pet Shop Days – Regie: Olmo Schnabel

## Diskografie (Auswahl)
- 2007: Ultra Orange & Emmanuelle mit Gil Lesage und Pierre Emery (Ultra Orange)
- 2009: Liebe und Benzin auf Code B von Bela B.
- 2010: Dingue
- 2011: Dressing auf L’Un n’empêche pas l’autre von Brigitte Fontaine
- 2014: Distant Lover
- 2019: Diabolique mit L'Épée